# أرنود نورالدين
أرنود نورالدين (بالفرنسية: Arnaud Nordin)‏ (17 يونيو 1998 بباريس في فرنسا - ) هو لاعب كرة قدم فرنسي في مركز الهجوم. شارك مع منتخب فرنسا تحت 19 سنة لكرة القدم. أما مع النوادي، فقد لعب مع نادي سانت إتيان.

## روابط خارجية
- أرنود نورالدين على موقع رابطة كرة القدم الفرنسية للمحترفين (الإنجليزية)
- أرنود نورالدين على موقع قاعدة بيانات كرة القدم.إي يو (الإنجليزية)
- أرنود نورالدين على موقع ليكيب (الفرنسية)
- أرنود نورالدين على موقع Soccerway.com (الإنجليزية)
- أرنود نورالدين على موقع عالم كرة القدم.نت (الإنجليزية)
- أرنود نورالدين على موقع أوليمبيديا (الإنجليزية)
- أرنود نورالدين على موقع AS.com (الإسبانية)